# The Voca People
Ne doit pas être confondu avec Village People.
The Voca People est un groupe de musique constitué de huit chanteurs-acteurs d'origine israélienne. Cet ensemble a la particularité de n'utiliser que la voix, pour chanter a cappella, imiter le son d'instruments de musique et créer des rythmes de type human beatbox. Leurs représentations, qui couvrent un répertoire musical touchant à de nombreux styles, sont associées à des interprétations théâtrales.

## Historique
En se basant sur la date de création du canal officiel du groupe sur YouTube, cet ensemble musical se forme à la fin de l'année 2008.
Le groupe établit sa notoriété internationale en 2010, d'abord grâce à internet et particulièrement auprès du public italien, cumulant un peu moins de quatre millions de visionnages en trois mois de présence en ligne et quinze millions quelques semaines plus tard. The Voca People fait ensuite des passages télévisés, d'abord en Italie dans l'émission Ale e Franz, puis en Israël dans l'édition nationale de l'émission The Early Show Saturday Edition, en France dans Le Plus Grand Cabaret du monde, etc. Selon leur site officiel, au printemps 2011, avec un premier spectacle en septembre 2009, ils ont donné environ 1 000 représentations, que ce soit en Europe, en Amérique latine ou encore au Proche-Orient. Ils apparaissent à partir de décembre 2014 dans la séquence de Catherine et Liliane dans Le Petit Journal présenté par Yann Barthès tous les soirs sur Canal+.

## Membres du groupe
- Beat On (bruitage rythmique) : Boaz Ben David / Chen Zimerman / Mark Martin / Sidi Moussa / Ori Brinker
- Scratcher (bruitage rythmique) : Inon Ben David / Ofir Tal / Ran Cimer / Paul Vignes/ Nadav Eder
- Tubass : Eyal Cohen / Shimon Smith / Alon Shar / Arnaud Léonard/ Nadav Mezamer
- Bari-tone : Moran Sofer / Jacob Schneider / Matthew Bryan Feld / Edouard Thiebaut/ Adi Ezra
- Tenoro : Ashot Gasparian / Jacob Schneider / Nick Anastasia / Chris Dilley / Gaétan Borg/ Idan Tendler
- Alta : Adi Kozlovsky / Maya Pennington / Vered Regev / Caroline Devismes/ Shira Givon
- Mezzo : Naama Levy / Vered Sasportas / Sharon Laloum/ Sapir Breier
- Soprana : Alona Alexander / Doris Nemni / Michal Reshef / Cécilia Cara / Alice Lyn/ Shany Sason
- Swing (uniquement sur certains spectacles) : Tony Bastian / Caroline Gaudfrin / Skeud[6]